# Vytautas Simelis
Vytautas Simelis (*  28. September 1957 in Radviliškis) ist ein  litauischer grüner Politiker, von 2003 bis 2003 und von 2021 bis 2023 Bürgermeister der Rajongemeinde Radviliškis.

## Leben
Nach dem Abitur 1975 in Radviliškis absolvierte Vytautas Simelis 1980 das Diplomstudium am Šiaulių pedagoginis institutas in Šiauliai, 1999 das Programm der Verwaltung und 2010 das Management-Programm an der Kauno technologijos universitetas in Kaunas sowie 2013 das Masterstudium des Managements an der Šiaulių universitetas. 
Von 1986 	bis 1987 	leitete er als Direktor die Schule Aukštelkai 	und von 1987 	bis 1990 	die 3. Mittelschule Radviliškis.
Von 1990 bis 1994 war er stellvertretender Bürgermeister, von 1994 bis 1995 kommissarischer Bürgermeister, von 1995 bis 2003 und von 2021 bis 2023 Bürgermeister der Rajongemeinde Radviliškis.
Vytautas Simelis ist Mitglied der Grünenpartei Litauens. Als Listenführer wurde er bei Kommunalwahlen in Litauen 2023 wieder zum Rat der Rajongemeinde ausgewählt. Ab 1995 war er Mitglied der Koalition mit Tėvynės sąjunga - Lietuvos krikščionys demokratai, ab 1997 Mitglied der Partei Lietuvos socialdemokratų partija.
Vytautas Simelis ist verheiratet.